# Lesley Nahrwold
Lesley Nahrwold (Enschede, 10 januari 1988) is een Nederlands voetballer die uitkwam voor de jeugd van FC Twente en eerstedivisionist RBC Roosendaal. Sinds seizoen 2010/11 komt hij uit voor Excelsior '31 in de Topklasse.

## Carrière

### Jeugd
Nahrwold doorliep, na voor v.v. UDI gespeeld te hebben, de jeugdopleiding van Twente met als hoogtepunt het landskampioenschap bij de A-junioren in 2007. Hij speelde dat jaar alle 26 wedstrijden en scoorde daarin negen doelpunten.
In de zomer van 2007 maakte hij de overstap naar het beloftenelftal van Twente. In het eerste jaar onder Cees Lok was hij voornamelijk invaller. Op 5 mei 2008 behaalde hij de landstitel bij de beloften van FC Twente. In zijn tweede jaar veroverd hij een basisplaats in de spits, mede door de doorbraak in het eerste elftal van Marko Arnautović en een zware blessure bij Andrej Rendla. In zijn derde jaar komt hij wederom weinig aan spelen toe, mede door de aanwezigheid van spelers als Luuk de Jong en Ransford Osei. In de winterstop besloot Twente hem daarop te verhuren aan RBC.

### RBC Roosendaal
Op 15 januari 2010 maakte RBC Roosendaal bekend dat de ploeg Nahrwold voor een half seizoen huurt van FC Twente. Op 15 februari maakte hij zijn debuut in de uitwedstrijd tegen De Graafschap die in een 0-0 gelijkspel eindigde. Uiteindelijk speelde hij acht wedstrijden voor de club.
Na afloop van het seizoen 2009/10 was Nahrwold transfervrij. Hij meldde zich aanvankelijk aan bij het Team VVCS, maar vond in juli 2010 onderdak bij Excelsior '31 in de Topklasse.

## Erelijst
- Landskampioen A-junioren: 2007 (FC Twente/Heracles)
- Landskampioen Jong FC Twente: 2008 (Jong FC Twente)

## Statistieken
| Seizoen | Club           | Land      | Competitie     | Wed. | Goals |
| ------- | -------------- | --------- | -------------- | ---- | ----- |
| 2009/10 | RBC Roosendaal | Nederland | Eerste divisie | 6    | 0     |
| Totaal  | Totaal         | Totaal    | Totaal         | 6    | 0     |

Laatste update: 25 mei 2010 10:25 (CEST)